# ريتشارد دوتشارم
ريتشارد دوتشارم هو مهندس كندي، ولد في 1948.